# Élections législatives de 2002 dans le Doubs
Les élections législatives françaises de 2002 se déroulent les 9 et 16 juin 2002. Dans le département du Doubs, cinq députés sont à élire dans le cadre de cinq circonscriptions.

## Élus
| Circonscription | Député sortant                                            | Parti | Parti | Député élu ou réélu         | Parti | Parti |
| --------------- | --------------------------------------------------------- | ----- | ----- | --------------------------- | ----- | ----- |
| 1e              | Jean-Louis Fousseret                                      |       | PS    | Claude Girard               |       | UMP   |
| 2e              | Michel Bourgeois suppléant de Paulette Guinchard-Kunstler |       | PS    | Paulette Guinchard-Kunstler |       | PS    |
| 3e              | Joseph Parrenin                                           |       | PS    | Marcel Bonnot               |       | UMP   |
| 4e              | Joseph Tyrode suppléant de Pierre Moscovici               |       | PS    | Irène Tharin                |       | UMP   |
| 5e              | Roland Vuillaume                                          |       | RPR   | Jean-Marie Binetruy         |       | UMP   |

## Résultats

### Résultats à l'échelle du département
| Parti                                     | Parti                                    | Premier tour | Premier tour | Second tour | Second tour | Sièges |
| Parti                                     | Parti                                    | Voix         | %            | Voix        | %           | Sièges |
| ----------------------------------------- | ---------------------------------------- | ------------ | ------------ | ----------- | ----------- | ------ |
|                                           | Union pour un mouvement populaire        | 84 477       | 38,75        | 107 819     | 54,03       | 4      |
|                                           | Union pour la démocratie française       | 3 783        | 1,74         |             |             | 0      |
|                                           | Mouvement pour la France                 | 1 903        | 0,87         | 0           |             |        |
|                                           | Divers droite                            | 1 799        | 0,83         | 0           |             |        |
|                                           | Majorité présidentielle                  | 91 962       | 42,19        | 107 819     | 54,03       | 4      |
|                                           |                                          |              |              |             |             |        |
|                                           | Parti socialiste                         | 61 417       | 28,17        | 91 720      | 45,97       | 1      |
|                                           | Les Verts                                | 10 314       | 4,73         |             |             | 0      |
|                                           | Parti communiste français                | 4 428        | 2,03         | 0           |             |        |
|                                           | Pôle républicain                         | 4 299        | 1,97         | 0           |             |        |
|                                           | Gauche parlementaire                     | 80 458       | 36,91        | 91 720      | 45,97       | 1      |
|                                           |                                          |              |              |             |             |        |
|                                           | Front national                           | 29 086       | 13,34        |             |             | 0      |
|                                           | Extrême gauche dont LCR, LO et PT        | 5 220        | 2,39         | 0           |             |        |
|                                           | Divers écologiste dont LT-LNÉ, MÉI et GÉ | 4 343        | 1,99         | 0           |             |        |
|                                           | Extrême droite dont MNR                  | 2 741        | 1,26         | 0           |             |        |
|                                           | Chasse, pêche, nature et traditions      | 2 573        | 1,18         | 0           |             |        |
|                                           | Divers                                   | 1 605        | 0,74         | 0           |             |        |
|                                           |                                          |              |              |             |             |        |
| Inscrits                                  | Inscrits                                 | 335 873      | 100,00       | 335 668     | 100,00      | 5      |
| Abstentions                               | Abstentions                              | 112 251      | 33,42        | 126 836     | 37,79       |        |
| Votants                                   | Votants                                  | 223 622      | 66,58        | 208 832     | 62,21       |        |
| Blancs et nuls                            | Blancs et nuls                           | 5 634        | 2,52         | 9 293       | 4,45        |        |
| Exprimés                                  | Exprimés                                 | 217 988      | 97,48        | 199 539     | 95,55       |        |
| Source : Ministère de l'Intérieur - Doubs |                                          |              |              |             |             |        |

### Résultats par circonscription

#### Première circonscription (Besançon-Ouest)
| Candidat       | Candidat                     | Parti            | Premier tour | Premier tour | Second tour | Second tour |  |
| Candidat       | Candidat                     | Parti            | Voix         | %            | Voix        | %           |  |
| -------------- | ---------------------------- | ---------------- | ------------ | ------------ | ----------- | ----------- |  |
|                | Claude Girard élu            | UMP              | 16 881       | 39,17        | 20 730      | 52,2        |  |
|                | Jean-Louis Fousseret sortant | PS               | 14 776       | 34,28        | 18 980      | 47,8        |  |
|                | Robert Sennerich             | FN               | 4 978        | 11,55        |             |             |  |
|                | Claude Mercier               | Les Verts        | 1 914        | 4,44         |             |             |  |
|                | Annie Ménétrier              | PCF              | 790          | 1,83         |             |             |  |
|                | Christiane Vulvert           | Pôle républicain | 682          | 1,58         |             |             |  |
|                | Nicole Friess                | LO               | 543          | 1,26         |             |             |  |
|                | Jean-Noël Fleury             | RPF              | 485          | 1,13         |             |             |  |
|                | Claire Casenove              | MPF              | 370          | 0,86         |             |             |  |
|                | Martine Lionnet              | MÉI              | 359          | 0,83         |             |             |  |
|                | Agnès Belin                  | MNR              | 346          | 0,8          |             |             |  |
|                | Bruno Hytier                 | CPNT             | 325          | 0,75         |             |             |  |
|                | Marie-Rose Boyer             | PT               | 225          | 0,52         |             |             |  |
|                | Martial Côte-Colisson        | Divers           | 217          | 0,5          |             |             |  |
|                | Christophe Roblin            | GÉ               | 211          | 0,49         |             |             |  |
|                |                              |                  |              |              |             |             |  |
| Inscrits       | Inscrits                     | Inscrits         | 65 445       | 100,00       | 65 446      | 100,00      |  |
| Abstentions    | Abstentions                  | Abstentions      | 21 404       | 32,71        | 23 834      | 36,42       |  |
| Votants        | Votants                      | Votants          | 44 041       | 67,29        | 41 612      | 63,58       |  |
| Blancs et nuls | Blancs et nuls               | Blancs et nuls   | 939          | 2,13         | 1 902       | 4,57        |  |
| Exprimés       | Exprimés                     | Exprimés         | 43 102       | 97,87        | 39 710      | 95,43       |  |

#### Deuxième circonscription (Besançon-Est)
| Candidat       | Candidat                                    | Parti             | Premier tour | Premier tour | Second tour | Second tour |  |
| Candidat       | Candidat                                    | Parti             | Voix         | %            | Voix        | %           |  |
| -------------- | ------------------------------------------- | ----------------- | ------------ | ------------ | ----------- | ----------- |  |
|                | Paulette Guinchard-Kunstler sortante réélue | PS                | 18 290       | 38,86        | 23 414      | 52,56       |  |
|                | Jean-Claude Duverget                        | UMP               | 17 085       | 36,3         | 21 132      | 47,44       |  |
|                | Jean-Luc Bart                               | FN                | 4 812        | 10,23        |             |             |  |
|                | Éric Durand                                 | Les Verts         | 1 331        | 2,83         |             |             |  |
|                | Jean-Claude Chomette                        | RPF               | 1 314        | 2,79         |             |             |  |
|                | Evelyne Ternant                             | PCF               | 671          | 1,43         |             |             |  |
|                | Georges Ubbiali                             | LCR               | 629          | 1,34         |             |             |  |
|                | Pierre Henry                                | Pôle républicain  | 584          | 1,24         |             |             |  |
|                | Alexandra Vonin                             | CPNT              | 525          | 1,12         |             |             |  |
|                | Jean-Pierre Joly                            | MPF               | 424          | 0,9          |             |             |  |
|                | Marie-France Roche                          | LO                | 420          | 0,89         |             |             |  |
|                | Serge Grass                                 | MÉI               | 359          | 0,76         |             |             |  |
|                | Jean-Philippe Allenbach                     | Divers            | 292          | 0,62         |             |             |  |
|                | Jeannine Radet                              | MNR               | 222          | 0,47         |             |             |  |
|                | Moïse Compper                               | Divers écologiste | 103          | 0,22         |             |             |  |
|                |                                             |                   |              |              |             |             |  |
| Inscrits       | Inscrits                                    | Inscrits          | 69 931       | 100,00       | 69 731      | 100,00      |  |
| Abstentions    | Abstentions                                 | Abstentions       | 21 968       | 31,41        | 23 886      | 34,25       |  |
| Votants        | Votants                                     | Votants           | 47 963       | 68,59        | 45 845      | 65,75       |  |
| Blancs et nuls | Blancs et nuls                              | Blancs et nuls    | 902          | 1,88         | 1 299       | 2,83        |  |
| Exprimés       | Exprimés                                    | Exprimés          | 47 061       | 98,12        | 44 546      | 97,17       |  |

#### Troisième circonscription (Montbéliard)
| Candidat       | Candidat                | Parti             | Premier tour | Premier tour | Second tour | Second tour |  |
| Candidat       | Candidat                | Parti             | Voix         | %            | Voix        | %           |  |
| -------------- | ----------------------- | ----------------- | ------------ | ------------ | ----------- | ----------- |  |
|                | Marcel Bonnot élu       | UMP               | 15 722       | 37,87        | 20 067      | 51,5        |  |
|                | Joseph Parrenin sortant | PS                | 14 150       | 34,08        | 18 901      | 48,5        |  |
|                | Evelyne Carrez          | FN                | 5 871        | 14,14        |             |             |  |
|                | Mickaël Grisot          | MNR               | 857          | 2,06         |             |             |  |
|                | Christian Driano        | LO                | 796          | 1,92         |             |             |  |
|                | André Villemin          | Pôle républicain  | 614          | 1,48         |             |             |  |
|                | Olivier Del Rizzo       | PCF               | 588          | 1,42         |             |             |  |
|                | Gérard Aviat            | LCR               | 580          | 1,4          |             |             |  |
|                | Sandra Thierry-Mathis   | CPNT              | 551          | 1,33         |             |             |  |
|                | Jean-Marie Pietoukhoff  | LT-LNÉ            | 440          | 1,06         |             |             |  |
|                | Agnès Chamouton         | MPF               | 396          | 0,95         |             |             |  |
|                | Zinedine Sammari        | Divers            | 277          | 0,67         |             |             |  |
|                | Philippe Bazeau         | MÉI               | 271          | 0,65         |             |             |  |
|                | Jean-Claude Capelli     | GÉ                | 171          | 0,41         |             |             |  |
|                | Barbara Baldus          | Divers écologiste | 143          | 0,34         |             |             |  |
|                | Marie-Thérèse Cuenot    | Divers            | 93           | 0,22         |             |             |  |
|                |                         |                   |              |              |             |             |  |
| Inscrits       | Inscrits                | Inscrits          | 64 363       | 100,00       | 64 358      | 100,00      |  |
| Abstentions    | Abstentions             | Abstentions       | 21 686       | 33,69        | 23 490      | 36,5        |  |
| Votants        | Votants                 | Votants           | 42 677       | 66,31        | 40 868      | 63,5        |  |
| Blancs et nuls | Blancs et nuls          | Blancs et nuls    | 1 157        | 2,71         | 1 900       | 4,65        |  |
| Exprimés       | Exprimés                | Exprimés          | 41 520       | 97,29        | 38 968      | 95,35       |  |

#### Quatrième circonscription (Audincourt)
| Candidat       | Candidat                 | Parti            | Premier tour | Premier tour | Second tour | Second tour |  |
| Candidat       | Candidat                 | Parti            | Voix         | %            | Voix        | %           |  |
| -------------- | ------------------------ | ---------------- | ------------ | ------------ | ----------- | ----------- |  |
|                | Pierre Moscovici sortant | PS               | 14 201       | 34,58        | 18 706      | 49,78       |  |
|                | Irène Tharin élue        | UMP              | 13 351       | 32,51        | 18 868      | 50,22       |  |
|                | Sophie Montel            | FN               | 8 053        | 19,61        |             |             |  |
|                | Yves Adami               | PCF              | 972          | 2,37         |             |             |  |
|                | Marie-France Mouquand    | Pôle républicain | 953          | 2,32         |             |             |  |
|                | Yves Vola                | GÉ               | 764          | 1,86         |             |             |  |
|                | Georges Kvartskhava      | LO               | 628          | 1,53         |             |             |  |
|                | Daniel Jeannin           | PT               | 478          | 1,16         |             |             |  |
|                | Gérard Rayot             | MNR              | 470          | 1,14         |             |             |  |
|                | Alain Sébille            | Extrême droite   | 372          | 0,91         |             |             |  |
|                | Marie Graff              | CPNT             | 355          | 0,86         |             |             |  |
|                | Mustapha Lounès          | Divers           | 296          | 0,72         |             |             |  |
|                | Jean-Claude Bonnot       | Divers           | 175          | 0,43         |             |             |  |
|                |                          |                  |              |              |             |             |  |
| Inscrits       | Inscrits                 | Inscrits         | 65 602       | 100,00       | 65 603      | 100,00      |  |
| Abstentions    | Abstentions              | Abstentions      | 23 495       | 35,81        | 26 108      | 39,8        |  |
| Votants        | Votants                  | Votants          | 42 107       | 64,19        | 39 495      | 60,2        |  |
| Blancs et nuls | Blancs et nuls           | Blancs et nuls   | 1 039        | 2,47         | 1 921       | 4,86        |  |
| Exprimés       | Exprimés                 | Exprimés         | 41 068       | 97,53        | 37 574      | 95,14       |  |

#### Cinquième circonscription (Pontarlier)
| Candidat       | Candidat                | Parti             | Premier tour | Premier tour | Second tour | Second tour |  |
| Candidat       | Candidat                | Parti             | Voix         | %            | Voix        | %           |  |
| -------------- | ----------------------- | ----------------- | ------------ | ------------ | ----------- | ----------- |  |
|                | Jean-Marie Binetruy élu | UMP               | 21 438       | 47,39        | 27 022      | 69,75       |  |
|                | Robert Hugot            | Les Verts (PS)    | 7 069        | 15,63        | 11 719      | 30,25       |  |
|                | Martine Faivre-Pierret  | FN                | 5 372        | 11,88        |             |             |  |
|                | Gérard Faivre           | UDF               | 3 783        | 8,36         |             |             |  |
|                | Claude Bazile           | Pôle républicain  | 1 466        | 3,24         |             |             |  |
|                | Alain Vuillaume         | PCF               | 1 407        | 3,11         |             |             |  |
|                | Claude Cuenot           | LO                | 921          | 2,04         |             |             |  |
|                | Philippe Mars           | CPNT              | 817          | 1,81         |             |             |  |
|                | Fabrice Girardet        | Divers écologiste | 740          | 1,64         |             |             |  |
|                | Etienne Roussel         | MPF               | 713          | 1,58         |             |             |  |
|                | Laure Vivot             | MNR               | 474          | 1,05         |             |             |  |
|                | François Delsau         | MÉI               | 468          | 1,03         |             |             |  |
|                | Corinne Da Silva        | GÉ                | 314          | 0,69         |             |             |  |
|                | Thierry Anguenot        | Divers            | 255          | 0,56         |             |             |  |
|                |                         |                   |              |              |             |             |  |
| Inscrits       | Inscrits                | Inscrits          | 70 532       | 100,00       | 70 530      | 100,00      |  |
| Abstentions    | Abstentions             | Abstentions       | 23 698       | 33,6         | 29 518      | 41,85       |  |
| Votants        | Votants                 | Votants           | 46 834       | 66,4         | 41 012      | 58,15       |  |
| Blancs et nuls | Blancs et nuls          | Blancs et nuls    | 1 597        | 3,41         | 2 271       | 5,54        |  |
| Exprimés       | Exprimés                | Exprimés          | 45 237       | 96,59        | 38 741      | 94,46       |  |